# Гельголандский диалект фризского языка
Гельголандский диалект (Halunder freesk) — диалект севернофризского языка, на котором говорят на острове Гельголанд (Германия, Шлезвиг-Гольштейн). Гельголандский диалект вытесняется немецким языком, в начале XXI века всего несколько сотен из 1650 жителей острова говорят на нём. Однако предпринимаются усилия по сохранению диалекта. Например, он преподаётся в начальной школе. Ведутся работы по составлению гельголандского словаря.
От западнофризского языка, на котором говорят в нидерландской провинции Фрисландия, гельголандский диалект отличается наличием многих заимствований из английского, немецкого и нижненемецкого языков. Это объясняется исторической судьбой острова: между 1807 и 1890 годом он входил в состав Великобритании, с 1890 года — в составе Германии.

## История
Хотя остров Гельголанд с географической точки зрения не относится к Фризским островам, в культурном отношении раньше он был близок именно к ним, а не к Германии. До XIX века абсолютное большинство жителей острова говорили на фризском языке. В 1890 году Гельголанд вошёл в состав Германии. Германия устроила на острове военную базу, постепенно начал развиваться и туризм. В связи с этим гельголандский диалект стал вытесняться немецким языком.

## Примеры
- Отче наш:

Heeregot, ii Foor, dear Di bes uun’e Hemmel!
Haili skel wees Diin Neem.
Diin Rik lat keem,
Diin Wel skel djülle
uun’e Hemmel en iip’e lir.
Ii doagelik Brooad du is dollung,
en ferdjiuw is ii Skül,
as wi ferdjiuw wel din’n uun ii Skül stun.
En feere is ni wech fan Diin Wai.
Foor moake is frai fan Büsterkens!
Amen!
- Первая статья Декларации прав человека:

Alle Mensken sen frai, likwörti en med de sallowski Rechten geboorn. Djo hoa Ferstant en Geweeten medfin’n en skul arker as Bruurs uundjintreed.